# Front pour le salut national du Cameroun
Le Front pour le salut national du Cameroun, abrégé en FSNC (en anglais : Cameroon National Salvation Front abrégé CNSF), est un parti politique camerounais. 
Il est présidé par Issa Tchiroma Bakary, actuel ministre de l'emploi et de la formation culturelle et ancien membre de l'Union nationale pour la démocratie et le progrès (UNDP), depuis la création du parti en 2007,.
Le parti se présente comme un soutien du président de la République Paul Biya.

## Résultats électoraux

### Élections législatives
| Année | Voix   | %    | Rang | Sièges  |
| ----- | ------ | ---- | ---- | ------- |
| 2013  | 28 339 | 0,70 | 9e   | 0 / 180 |
| 2020  | —      | —    | —    | 3 / 180 |

### Élections sénatoriales
| Année | Voix | %    | Rang | Sièges |
| ----- | ---- | ---- | ---- | ------ |
| 2018  | 75   | 0,76 | 6e   | 0 / 70 |
| 2023  | 124  | 1,15 | 5e   | 0 / 70 |